# Emil Franz Josef Müller-Büchi

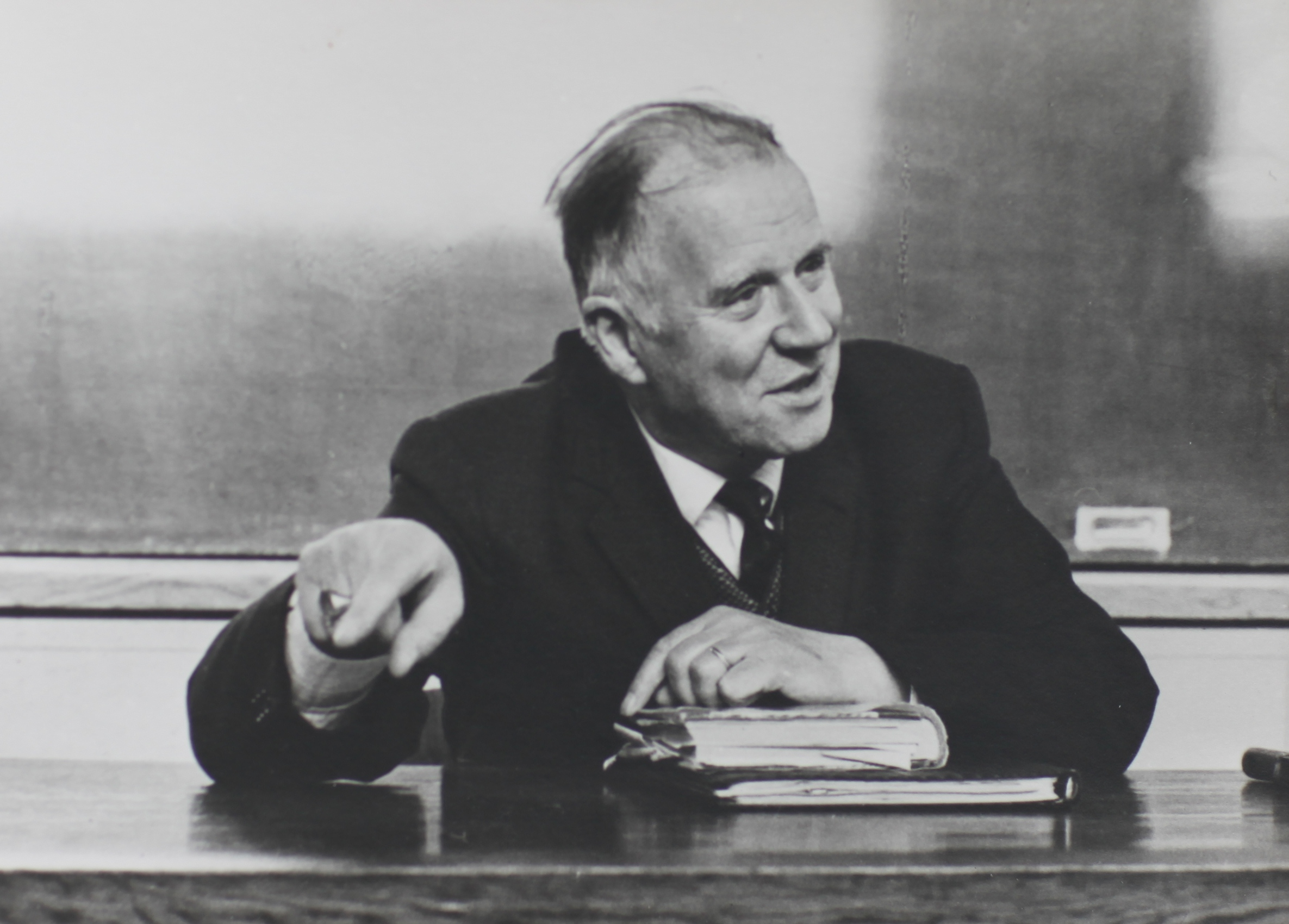
Emil Franz Josef Müller-Büchi (1970)

Emil Franz Josef Müller-Büchi (* 13. März 1901 in Näfels; † 11. Mai 1980 in Freiburg im Üechtland) war ein Schweizer Publizistikwissenschafter und Rechtshistoriker.

## Leben
Emil Franz Josef Müller war der Sohn des Buchbinders Fridolin Emil Müller (1873–1956) und dessen Frau Maria Anna, geb. Feldmann (1871–1903). Er studierte zuerst Deutsch und Geschichte, später Rechtswissenschaften an der Universität Freiburg. 1925 wurde er zum Dr. phil. und  1931 zum Dr. iur. promoviert. 1927 heiratete er Beatrix Büchi, eine Tochter des Historikers Albert Büchi.
Von 1930 bis 1954 war Müller-Büchi Redaktor und anschliessend Direktor der Katholischen Internationalen Presseagentur. Parallel dazu war er ab 1941 Lehrbeauftragter an der Universität Freiburg, 1946 Titularprofessor für Zeitungs- und Rundfunkkunde sowie Rechtsgeschichte. 1950 wurde er ausserordentlicher, 1952 ordentlicher Professor für Geschichte der politischen Ideen des 19. und 20. Jahrhunderts. 1971 wurde Müller-Büchi emeritiert.
Müller-Büchi baute an der Universität Freiburg den Bereich Zeitungskunde und Publizistik auf. Darin wie auch in der Rechtsgeschichte (Forschungen u. a. in schweizerischer und deutscher Rechtsgeschichte sowie Privatrecht) galt er als wegweisender Lehrer.

## Werke (Auswahl)
- Die katholische Kirche und der Neubau des österreichischen Staates. Kipa, Freiburg 1933/34.
- Katholisches Handbuch der Schweiz. Rex, Luzern 1943.
- Die alte «Schwyzer-Zeitung» 1848–1866: ein Beitrag zur Geschichte des politischen Katholizismus und der konservativen Presse im Bundesstaat von 1848. Universitätsverlag, Freiburg 1962.
- Philipp Anton von Segesser: das Konzil, die Revision der Bundesverfassung und der Kulturkampf (= Freiburger Veröffentlichungen aus dem Gebiete von Kirche und Staat. Bd. 18). Universitätsverlag, Freiburg 1977, ISBN 3-7278-0161-1.